# You Can't Cheat an Honest Man
You Can't Cheat an Honest Man és una pel·lícula de comèdia estatunidenca de 1939 dirigida per George Marshall i Edward F. Cline i protagonitzada per W. C. Fields. Fields també va escriure la història en què es basa la pel·lícula sota el nom de Charles Bogle.

## Argument
El propietari del circ, Larsen E. Whipsnade, està lluitant per mantenir-se un pas per davant de l'execució hipotecària, i és evident que no paga als seus intèrprets, inclosos Edgar Bergen i Charlie McCarthy (el maniquí/alter ego del ventríloc de Bergen, a qui Whipsnade odia). La filla de Whipsnade fa una visita i s'enamora de Bergen, però després de veure l'embolic financer en què es troba el seu pare, decideix casar-se amb Roger, un jove milionari.

## Repartiment
- W. C. Fields com Larsen E. Whipsnade
- Edgar Bergen com ell mateix
- Constance Moore com Vicky Whipsnade
- John Arledge com Phineas Whipsnade
- Eddie Anderson com Rochester
- James Bush com Roger Bel-Goodie
- Mary Forbes com Mrs. Bel-Goodie
- Thurston Hall com Mr. Bel-Goodie
- Grady Sutton com Chester
- Charles Coleman com Butler
- Edward Brophy com Corbett
- Arthur Hohl com Burr
- Ferris Taylor com ajudant del xèrif
- Ivan Lebedeff com Ronnie[2]

## Antecedents de producció
El títol capritxós de la pel·lícula prové d'una línia pronunciada per Fields uns deu minuts després de la pel·lícula. Whipsnade diu que les últimes paraules del seu avi Litvak, pronunciades "just abans de tirar el parany", van ser: "No es pot enganyar a un home honest; mai li doneu una respir a un tonto, ni et facis el llest amb un ximple". La línia amplia el comentari del seu personatge a la seva filla al musical Poppy (1923): "Permeteu-me donar-vos només un consell patern:  Mai no donis un respir a un ximple ." (Aquest és el títol d'una pel·lícula de Fields posterior, feta el 1941.) El nom del personatge és, òbviament, una jugada de " robatori ", un punt que Fields reforça en un moment quan algú l'anomena "Larceny Whipsnake".
La pel·lícula compta amb Edgar Bergen i Charlie McCarthy, aprofitant la popularitat del seu "feu" radiofònic en curs amb Fields.
Segons l'historiador William K. Everson, la pel·lícula compta amb tres directors. George Marshall, el director acreditat, no es portava bé amb Fields, de manera que va treballar principalment amb els altres membres del repartiment, mentre que Eddie Cline va ser portat per treballar amb Fields, que havia treballat anteriorment amb Cline i li agradava. (Cline, de fet, va dirigir les següents tres pel·lícules de Fields). B. Reeves Eason va ser el director de la segona unitat, dirigint les escenes de persecució i altres materials orientats a l'acció.

## En la cultura popular
- El personatge de Fields en aquesta pel·lícula inspiraria als autors de la tira còmica The Wizard of Id per crear un personatge d'advocat ombrívol, una caricatura de Fields anomenada "Larsen E. Pettifogger".
- El personatge de Fields en aquesta pel·lícula també va inspirar els autors de la tira còmica de Lucky Luke, a l'àlbum Western Circus .
- Una escena de la pel·lícula apareix a l'obertura de Dummy (2002).